# イェルパハ
イェルパハ（Yerupajá）は、アンデス山脈の一部であるペルー中西部のワイワッシュ山群に属する山である。標高6,635m。山名の「イェルパハ」はケチュア語で「白い夜明け」を意味している。

## 地理
イェルパハが属するワイワッシュ山群は、ペルーの最高峰であるワスカランが属するブランカ山群の南方に位置している。ペルーではワスカランに次いで2番目に高い山で、ワイワッシュ山群の中では最も標高が高い主峰である。また、アマゾン川水系における最高地点ともなっている。行政上はアンカシュ県、ワヌコ県、リマ県の3県に跨る。

## 登頂
アンデス山脈の高峰の中でも最も登頂が困難な山の1つであるため、登頂に成功した人数は僅かである。ノーマルルートは南西壁ルートで、通常はワラスから南へ向かい、チキアンよりハワコチャ湖を経由してアプローチする。初登頂は1950年にデービッド・ハラーとジェームズ・マクスウェルによって成し遂げられ、北側のピーク（イェルパハ・ノルテ）は1968年にグレイム・ディングルとロジャー・ベイツによって達成された。

## 登山史
- 1950年、南西壁ルートでデービッド・ハラーとジェームズ・マクスウェルが初登頂。
- 1966年、西壁直登ルートでリーフ・パターソンとホルヘ・ペテレクによる第二登。当該ルートによる初登頂[3]。
- 1968年、北東壁ルートでクリス・ジョーンズとポール・ディクスが初登頂[4]。
- 1969年、ラインホルト・メスナーとピーター・ハーベラー（英語版）による東壁登攀（登頂は標高6,121mのイェルパハ・チコ）[5]。

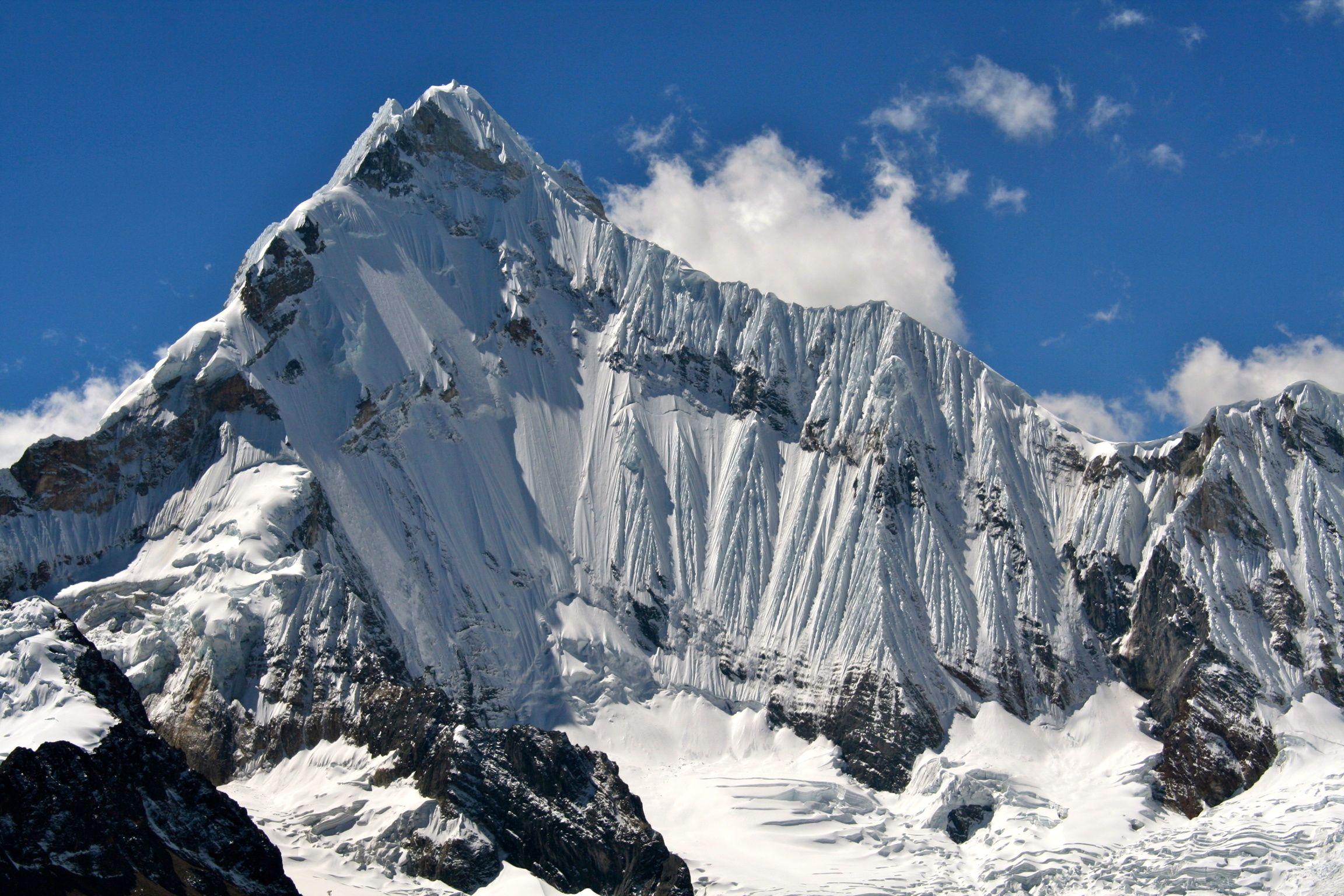
イェルパハの南壁
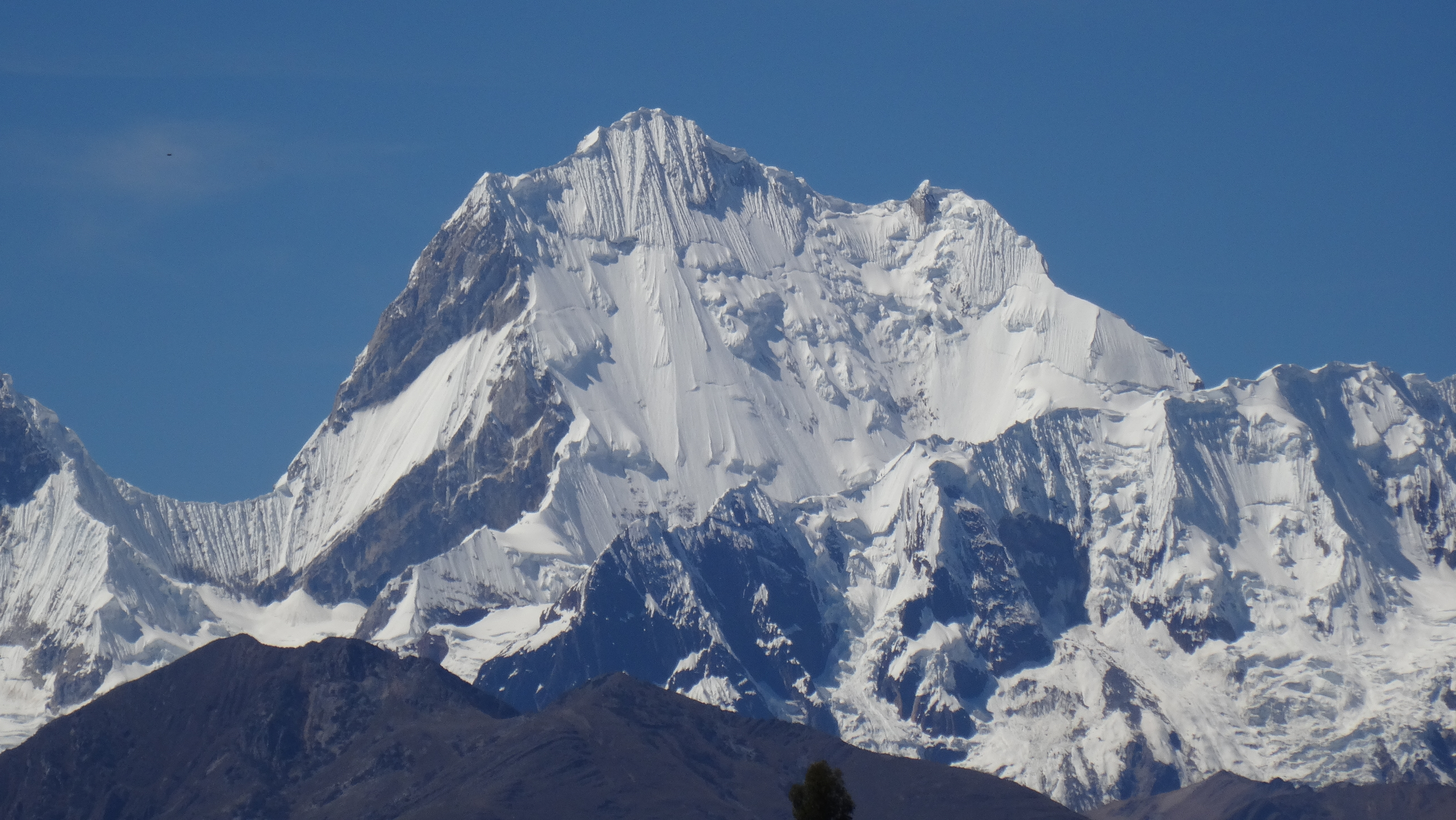
イェルパハの遠景